# Jesús Enrique Velasco
Jesús Enrique Velasco Muñoz (Madrid, 16 gennaio 1972) è un ex calciatore spagnolo, di ruolo difensore.

## Carriera

### Club
Ha giocato nella prima divisione spagnola.

### Nazionale
Ha partecipato ai Mondiali Under-20 del 1991 ed agli Europei Under-21 del 1994.

## Palmarès

### Club

#### Competizioni nazionali
- Supercoppa di Spagna: 1

Real Madrid: 1993

#### Competizioni internazionali
- Coppa Iberoamericana: 1

Real Madrid: 1994